# كيفن هوفلاند
كيفن هوفلاند (بالهولندية: Kevin Hofland) (7 يونيو 1979 بهيرلين في هولندا - ) هو لاعب كرة قدم هولندي في مركز قلب الدفاع. شارك مع منتخب هولندا لكرة القدم. أما مع النوادي، فقد لعب مع فاينورد ونادي آيندهوفن ونادي أيك لارنكا ونادي فولفسبورغ وفورتونا سيتارد.

## مسيرته الكروية
لعب كيفن هوفلاند خلال مسيرته الاحترافية مع 5 أندية في خمسة عشر موسمًا وسجل خلالها 15 هدفًا ضمن 303 مباراة. حيث فاز في موسم واحد بالكأس وفي موسمين بالدوري.
خاض كيفن هوفلاند مسيرته مع نادي فورتونا سيتارد في موسم 1997–98 واستمر معه طيلة ثلاثة مواسم، مشاركًا في 59 مباراة سجل خلالها هدفًا واحدًا. ثم انتقل إلى نادي آيندهوفن في موسم 2000–01 ليلعب معه أربعة مواسم، حيث شارك في 78 مباراة سجل خلالها 4 أهداف. لينتقل بعدها إلى نادي فولفسبورغ في موسم 2004–05 واستمر معه طيلة ثلاثة مواسم، مشاركًا في 76 مباراة سجل خلالها هدفين. ثم انتقل إلى نادي فاينورد في موسم 2007–08 واستمر معه طيلة ثلاثة مواسم، مشاركًا في 54 مباراة سجل خلالها 3 أهداف. هذا وانتقل لاحقًا إلى نادي أيك لارنكا في موسم 2010–11 ولمدة موسمين، مشاركًا في 36 مباراة سجل خلالها 5 أهداف.

## وصلات خارجية
- كيفن هوفلاند على موقع الاتحاد الدولي (مؤرشف)  (الإنجليزية)
- كيفن هوفلاند على موقع الاتحاد الأوربي (الإنجليزية)
- كيفن هوفلاند على موقع قاعدة بيانات كرة القدم.إي يو (الإنجليزية)
- كيفن هوفلاند على موقع بيانات كرة القدم. دي إي (الألمانية)
- كيفن هوفلاند على موقع ناشيونال فوتبول تيمز (الإنجليزية)
- كيفن هوفلاند على موقع Soccerway.com (الإنجليزية)
- كيفن هوفلاند على موقع عالم كرة القدم.نت (الإنجليزية)